# 塞霍尔县
塞霍尔县（Sehore district）是印度中央邦的一個縣，位於該國中部，面積6,578平方公里，2011年人口1,311,008，人口密度每平方公里199人。

## 外部連結
- Sehore District web site （页面存档备份，存于）

23°12′N 77°05′E / 23.200°N 77.083°E